# Live at the Village Vanguard Again!
Pour l’album de John Coltrane de 1961, voir Live at the Village Vanguard (album de John Coltrane).
Live at the Village Vanguard Again! est un album du saxophoniste de jazz John Coltrane, enregistré au Village Vanguard à New York en mai 1966 et sorti en décembre 1966.

## Titres
1. Naima (Coltrane) – 15:10
2. Introduction to My Favorite Things (Garrison) – 6:09
3. My Favorite Things (Rodgers, Hammerstein) – 20:21

## Musiciens
- John Coltrane – saxophone soprano, saxophone ténor, clarinette basse, flûte
- Pharoah Sanders – saxophone ténor, flûte
- Alice Coltrane – piano
- Jimmy Garrison – basse
- Rashied Ali – batterie
- Emanuel Rahim – percussions